# Monsampietro Morico
Monsampietro Morico är en ort och kommun i provinsen Fermo i regionen Marche i Italien. Kommunen hade 634 invånare (2018).